# Snotra
Snotra er asynje i kredsen omkring Frigg i nordisk mytologi.
| Nordisk mytologi | Spire Denne artikel om nordisk religion og mytologi er en spire som bør udbygges. Du er velkommen til at hjælpe Wikipedia ved at udvide den. |